# Borsodszirák
Borsodszirák é um município da Hungria, situado no condado de Borsod-Abaúj-Zemplén. Tem 11,01 km² de área e sua população em 2015 foi estimada em 1.145 habitantes.